# العلاقات الجزائرية الإثيوبية
العلاقات الجزائرية الإثيوبية هي العلاقات الثنائية التي تجمع بين الجزائر وإثيوبيا.

## مقارنة بين البلدين
هذه مقارنة عامة ومرجعية للدولتين:
| وجه المقارنة                                              | الجزائر                      | إثيوبيا                        |
| --------------------------------------------------------- | ---------------------------- | ------------------------------ |
| المساحة (كم2)                                             | 2.38 مليون                   | 1.10 مليون                     |
| عدد السكان (نسمة)                                         | 38.81 مليون                  | 104.96 مليون                   |
| الكثافة السكانية (ن./كم²)                                 | 16.31                        | 95.42                          |
| العاصمة                                                   | الجزائر                      | أديس أبابا                     |
| اللغة الرسمية                                             | اللغة العربية، لغات أمازيغية | اللغة الأمهرية                 |
| العملة                                                    | دينار جزائري                 | بير إثيوبي                     |
| الناتج المحلي الإجمالي (بليون دولار)                      | 170.37 مليار                 | 80.56 مليار                    |
| الناتج المحلي الإجمالي (تعادل القوة الشرائية) بليون دولار | 582.63 مليار                 | 161.90 مليار                   |
| الناتج المحلي الإجمالي الاسمي للفرد دولار أمريكي          | 4.21 ألف                     | 619                            |
| الناتج المحلي الإجمالي للفرد دولار أمريكي                 | 14.19 ألف                    | 1.50 ألف                       |
| مؤشر التنمية البشرية                                      | 0.745                        | 0.442                          |
| رمز المكالمات الدولي                                      | +213                         | +251                           |
| رمز الإنترنت                                              | .dz                          | .et                            |
| المنطقة الزمنية                                           | ت ع م+01:00                  | ت ع م+03:00، توقيت شرق أفريقيا |

## منظمات دولية مشتركة
يشترك البلدان في عضوية مجموعة من المنظمات الدولية، منها:
| علم المنظمة | اسم المنظمة                        | تاريخ انضمام الجزائر | تاريخ انضمام إثيوبيا |
| ----------- | ---------------------------------- | -------------------- | -------------------- |
|             | الاتحاد البريدي العالمي            | ?                    | ?                    |
|             | مؤسسة التنمية الدولية              | 26 سبتمبر 1963       | 11 أبريل 1961        |
|             | منظمة حظر الأسلحة الكيميائية       | ?                    | ?                    |
|             | الأمم المتحدة                      | 8 أكتوبر 1962        | 13 نوفمبر 1945       |
|             | الاتحاد الأفريقي                   | 25 مايو 1963         | ?                    |
|             | وكالة ضمان الاستثمار متعدد الأطراف | 4 يونيو 1996         | 13 أغسطس 1991        |
|             | منظمة الشرطة الجنائية الدولية      | ?                    | ?                    |
|             | مؤسسة التمويل الدولية              | 23 سبتمبر 1990       | 20 يوليو 1956        |
|             | البنك الدولي للإنشاء والتعمير      | 26 سبتمبر 1963       | 27 ديسمبر 1945       |
|             | الاتحاد الدولي للاتصالات           | 3 مايو 1963          | 20 فبراير 1932       |
|             | البنك الإفريقي للتنمية             | ?                    | ?                    |
|             | الفريق المعني برصد الأرض           | 2005                 | ?                    |
|             | يونسكو                             | 15 أكتوبر 1962       | 1 يوليو 1955         |

## وصلات خارجية
- موقع وزارة الخارجية الجزائرية
- موقع وزارة الخارجية الإثيوبية